# 奨子内親王
奨子内親王（しょうし（まさこ）ないしんのう、1286年9月28日〈弘安9年9月9日〉- 1348年11月23日〈正平3年11月2日〉）は、鎌倉時代後期から室町時代初期（南北朝時代）にかけての皇族、歌人。後宇多天皇第1皇女。生母は参議五辻忠継の娘、典侍忠子（談天門院）。後醍醐天皇は同母弟にあたる。伊勢斎宮、のち皇后（尊称皇后）、女院。院号は達智門院（たっちもんいん）。

## 略歴
乾元元年（1302年）、内親王宣下。徳治元年12月22日（1307年1月26日）、21歳で異母兄後二条天皇の斎宮に卜定される。同2年9月13日（1307年10月10日）、諸司へ初斎院入り、同月27日（10月24日）野宮へ移る。同3年8月25日（1308年9月10日）、後二条天皇崩御のため、群行には至らず退下した。
その後、文保2年2月26日（1318年3月29日）に同母弟の後醍醐天皇が即位すると、翌文保3年3月27日（1319年4月18日）に皇后（非妻后の皇后）に冊立される。同年11月15日（12月27日）、達智門院の院号宣下を受けるが、同時期に母談天門院が没したため、まもなく出家して法号を真理覚と称した。元亨3年（1323年）には、紀伊国和佐荘の田地1町を荘内の高社（現和歌山県和歌山市の高積神社）に寄進している。正平3年（1348年）、63歳で崩御。
『続千載和歌集』『玉葉和歌集』などの勅撰集に多くの詠作が入集している。